# Hymenochaete curtisii
Hymenochaete curtisii är en svampart som först beskrevs av Miles Joseph Berkeley, och fick sitt nu gällande namn av Andrew Price Morgan 1888. Hymenochaete curtisii ingår i släktet Hymenochaete och familjen Hymenochaetaceae.   Inga underarter finns listade i Catalogue of Life.